# Chiesa di Sant'Andrea Vecchia
La chiesa di Sant'Andrea Vecchia si trova nel comune di Malegno in Val Camonica, provincia di Brescia; l'aggettivo "vecchia" nasce dal fatto che esiste nel paese un altro luogo di culto dedicato a Sant'Andrea apostolo, datato al seicento, e definita appunto "Nuova".

## Storia
La chiesa risale al XII secolo sebbene rimaneggiata fortemente nel XV e nel XVII secolo con una modifica della navata. Negli anni cinquanta è stata sottoposta a restauro. Nel 1878 fu ceduta alle suore canossiane.
La facciata, rivolta ad ovest, è decorata da un portale cinquecentesco con lunetta in "pietra di Sarnico"; di questo periodo è anche il campanile. Sulla parete nord vi è invece il portale quattrocentesco, che presenta un architrave decorato da una croce greca e da fiori della vita. Sempre su questa parete si possono ammirare, databili tra il XV e il 1517, numerosi affreschi tra i quali un San Cristoforo e le storie della vita di Simonino di Trento.
Anche l'interno si presenta affrescato da immagini di tipo devozionale, con Madonne in trono, Pietà, santi, tra le quali è possibile ancora leggere il nome del committente. Particolari sono i dipinti del presbiterio, databili ai primi anni del Quattrocento, molto rari in Val Camonica. Tra questi spicca il Cristo tra gli apostoli nella parte inferiore dell'abside, d'ispirazione tardo-gotica lombarda, certamente non locale, una natività e un San Pietro.

## Galleria d'immagini

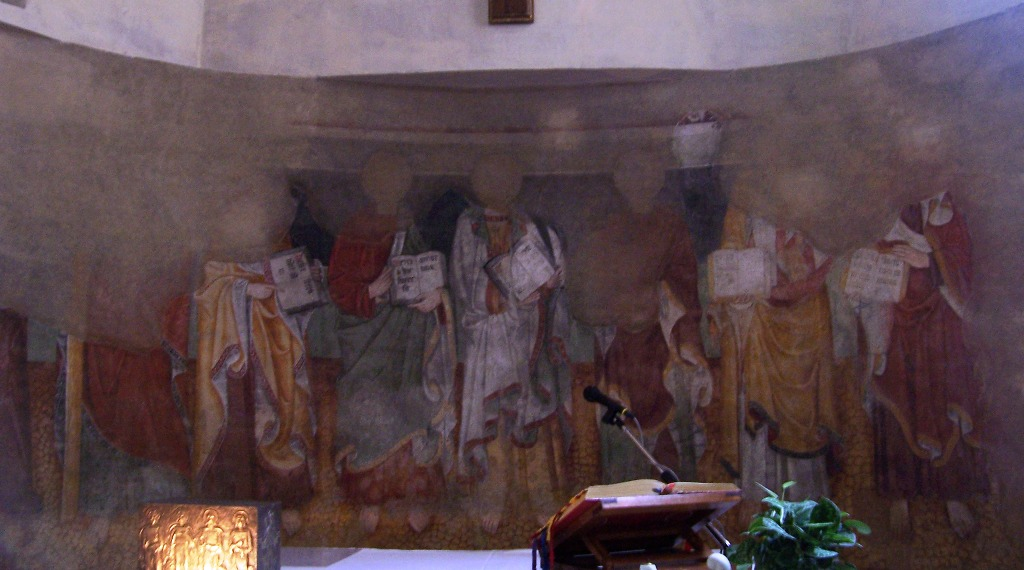
Apostoli, abside.
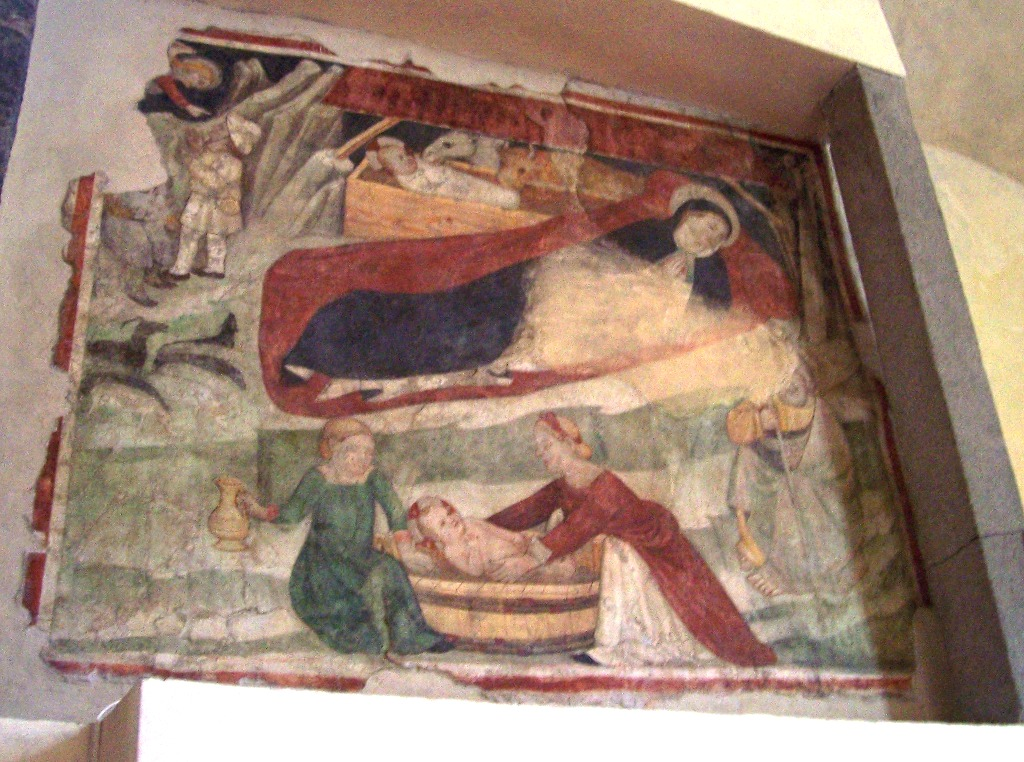
Natività secondo il vangelo di Giacomo.
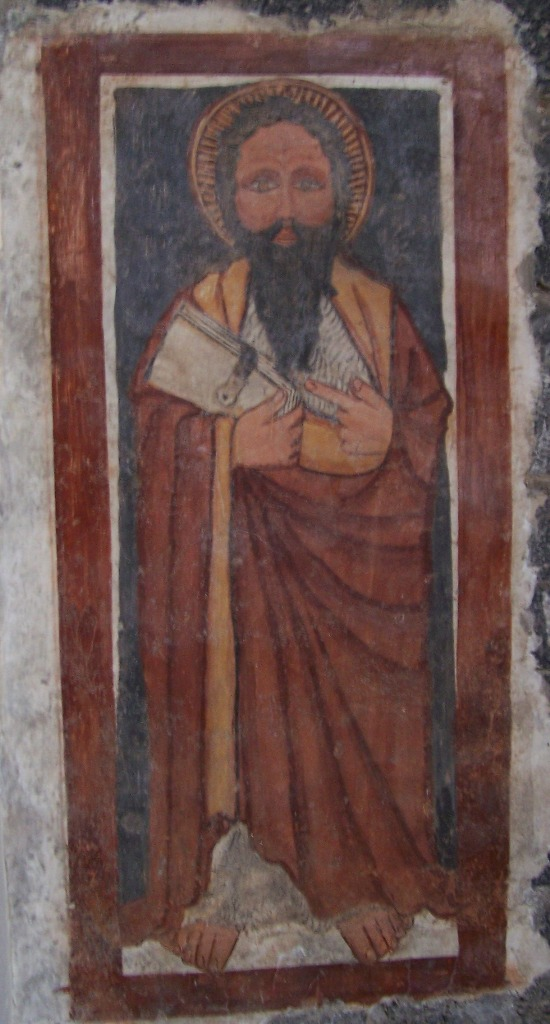
Affresco di San Pietro.
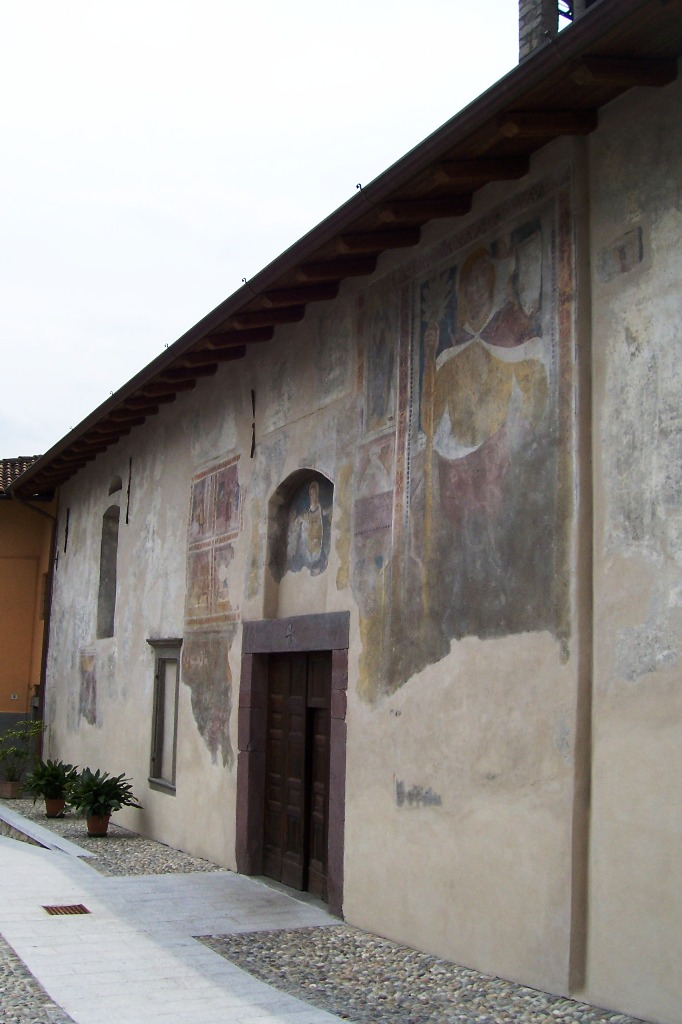
Affreschi della parete nord.
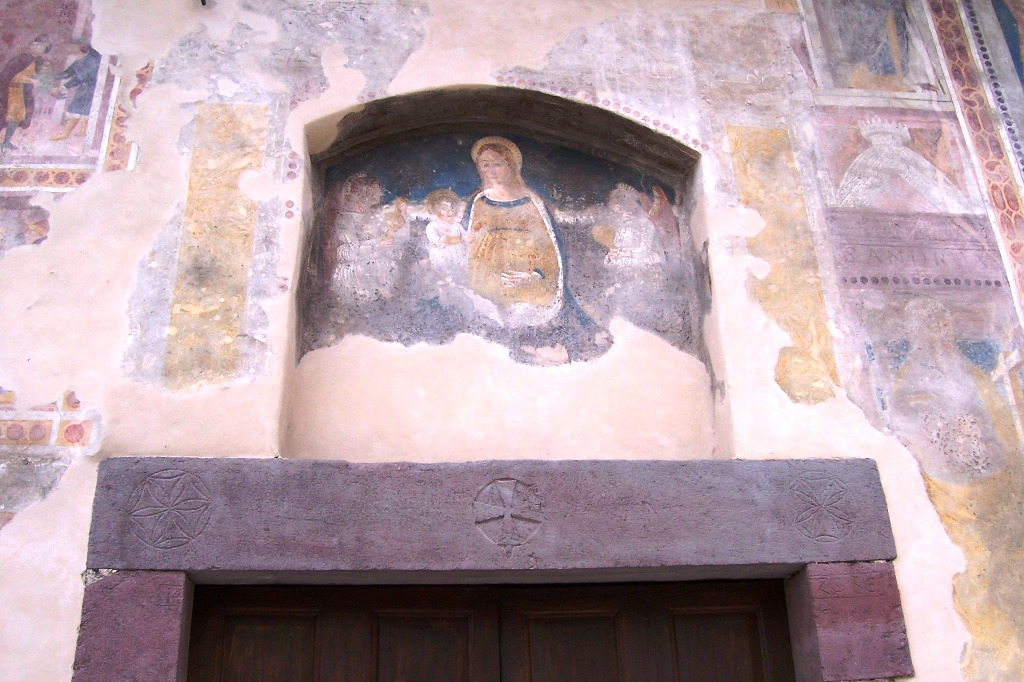
Portale nella parte nord.